# トム・ジョーンズの華麗な冒険
『トム・ジョーンズの華麗な冒険』（トム・ジョーンズのかれいなぼうけん、Tom Jones）は1963年制作のイギリス映画。ヘンリー・フィールディングの小説『トム・ジョーンズ』が原作。
第36回アカデミー賞にて作品賞、監督賞など4部門を受賞した。

## キャスト
| 役名                     | 俳優                     | 日本語吹替 | 日本語吹替 |
| 役名                     | 俳優                     | NET版      | TBS版      |
| ------------------------ | ------------------------ | ---------- | ---------- |
| トム・ジョーンズ         | アルバート・フィニー     | 野沢那智   | 青野武     |
| ソフィ・ウェスターン     | スザンナ・ヨーク         | 鈴木弘子   | 信沢三恵子 |
| ソフィの父ウェスターン氏 | ヒュー・グリフィス       | 雨森雅司   |            |
| スーザン                 | リン・レッドグレイヴ     |            |            |
| レディ・ベラーストン     | ジョーン・グリーンウッド |            |            |
| トムの父オールワージー氏 | ジョージ・ディヴァイン   | 宮川洋一   |            |

- NET版：初回放送1972年5月21日『日曜洋画劇場』
- TBS版：初回放送1976年2月23日『月曜ロードショー』

## 受賞・ノミネート(第36回アカデミー賞)

### 受賞
- 作品賞
- 監督賞
- 脚色賞
- 作曲賞

### ノミネート
- 主演男優賞（アルバート・フィニー）
- 助演男優賞（ヒュー・グリフィス）
- 助演女優賞（ダイアン・シレント、イーディス・エバンス、ジョイス・レッドマン）
- 美術監督賞
- 装置賞

## 受賞(その他)

### ゴールデン・グローブ賞
- 作品賞

### ニューヨーク映画批評家協会賞
- 作品賞
- 監督賞
- 主演男優賞

### 英国アカデミー賞
- 作品賞